# Plocopsylla inti
Plocopsylla inti är en loppart som beskrevs av Johnson 1957. Plocopsylla inti ingår i släktet Plocopsylla och familjen Stephanocircidae. Inga underarter finns listade i Catalogue of Life.